# 地下瀑布

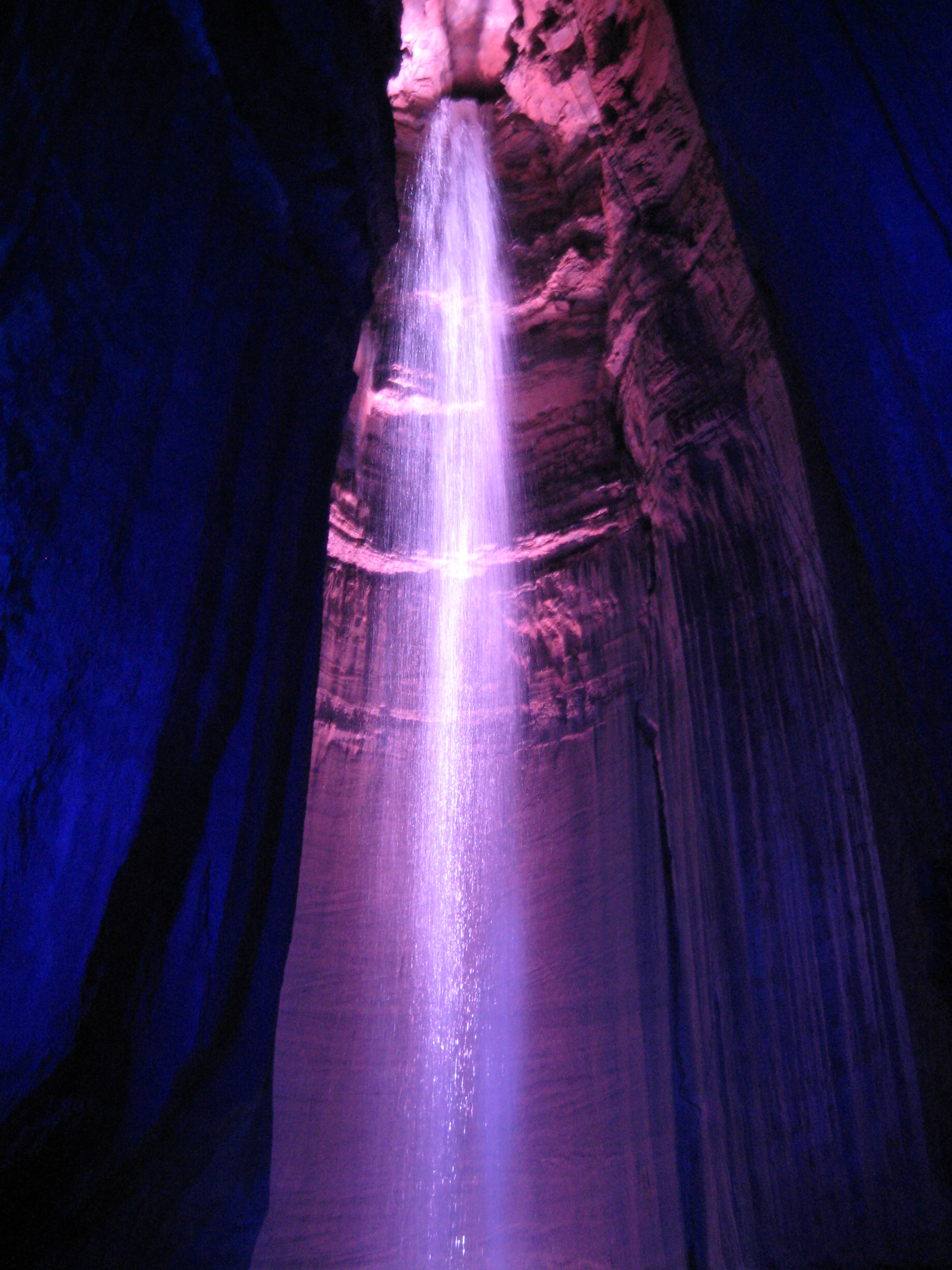
美國田納西州的紅寶石瀑布。

地下瀑布（subterranean waterfall）是一種地下生成的瀑布，常見於洞穴或礦坑。 地下瀑布是洞穴系統中的常見地貌，水流沿著有相當高度的洞穴結構垂直或近乎垂直地流瀉而下。 全世界最高的地下瀑布位於斯洛維尼亞，瀑布高達400（1,300英尺）。